# بهرمان (سرآب)
بهرمان یکی از روستاهای استان آذربایجان شرقی است که در دهستان ابرغان بخش مرکزی شهرستان سرآب واقع شده‌است. 

## جمعیت
بهرمان حدود ۹۲۵ نفر است.

## کشاورزی
محصولات کشاورزی بهرمان سیب زمینی،گندم،جووغیره... کاشت می‌شود.

## بازار
بازار هفتگی بهرمان در پنجشنبهٔ هر هفته در روستای بهرمان در بیست کیلومتری سرآب، برگزار می‌شود. اغلب فروشندگان بازار هفتگی را فروشندگانی از شهرهای آذربایجان شرقی و فروشندگانی از استان‌های همجوار همچون آذربایجان غربی، اردبیل و … تشکیل می دهند.
در بازار هفتگی بهرمان همه نوع حیوانات اهلی، پوشاک، خشکبار، تره‌بار و غیره ... خرید و فروش می‌شود.